# 酵素栄養学
酵素栄養学（こうそえいようがく、英: enzyme nutrition）とは、酵素が重要な栄養素だとみなす理論である。エドワード・ハウエルが1946年に専門書 を、1980年と1985年に一般向けの著書を出版して知られるようになった。生の食品の摂取を推奨しており、ローフーディズムの主要な根拠のひとつとなっている。現代の生化学に反するという批判もある。

## エドワード・ハウエルの主張
エドワード・ハウエルは、「潜在酵素」、「食物酵素」という言葉でこの理論を説明した。
「潜在酵素」とは、体内で消化のほか、様々な生体の活動に用いられる酵素を総合的にとらえた概念である。この潜在酵素は、生物の一生で使われる総量に上限があり、これが消耗されすぎると病気の原因となり、寿命が縮むと考えられる。一方で食品に含まれる酵素を「食物酵素」と呼んだ。食物酵素の多い食事をすると、食物酵素が食品の消化を助け、人体自身の消化酵素の分泌が少なくてすむために、潜在酵素の消費を抑えることができると考えられた。さらに、酵素には「生命エネルギー」が含まれているとし、酵素の多い食物を取ることは病気を予防し、寿命を延ばすエネルギーの補充の効果があるとした。
自然の状態の食品には、元となった生物由来の酵素が含まれている。多くの動物は複数の胃を持っているが、反芻胃などで食物や微生物の酵素を利用して「事前消化」を行い、最後の胃で自身が作り出した酵素を利用する。ハウエルは人間でも胃のはじめの方の部分はこうした役割を持っていると主張した。
しかし、酵素の多くは加熱によって失活する。こうして酵素の活性を失った食品を食べた場合、はじめの胃で食物酵素による事前消化が行われず、身体で作り出した酵素を使用することになり、消化酵素を作り出している膵臓などにより負担をかけることになる。これが病気の原因となるので、食物の多くを生で食べることをすすめた。さらに、今の時代は食品の調理や加工によって酵素が活性を失った食品も多いので、酵素のサプリメントを摂取することも推奨した。この考え方はペットフードにも応用され、ペット用のサプリメントも市販されている。
また、酵素を多く含んでるので、発酵食品を薦めた。例えば、味噌では麹菌が作るアミラーゼやリパーゼをはじめとした各種の酵素が蓄積されている。
酵素を摂り込むために、食品は生で食べることを勧めているが、穀物や豆などの種子は例外としている。酵素の働きを抑制する「酵素抑制物質」を含み、そのまま食べると害になるためだ。そこで、種子は発芽させてスプラウトの状態にする。発芽する過程で、酵素抑制物質は消滅し、しかも酵素活性が高まり、優れた酵素食材となる。
日本では、鶴見隆史、新谷弘実らが類似した主張をしている。鶴見はスプラウトに絶大な健康効果があるとしている。新谷はすべての酵素の元となる物質が体内に蓄積されていると想定し、「ミラクル・エンザイム」と名づけ、その利用を節約することで長生きができると主張し、シンヤビオジマを提唱している。新谷はまた、酵素を構成するアミノ酸には、「記憶」があり、食物中の酵素が分解され、消化吸収された後にも、体内で酵素に再構成されると主張している。そのため、酵素を多く含んだ食品を摂取することは消化の助けになるだけでなく、体内で代謝に使われる酵素を補充する意義もあるとしている。
アメリカでは、テキサス州ヒューストンにてディッキー・フュラー博士が酵素を用いた診療を行っている。

## 一般的な生理学・分子生物学等との比較
一般には消化酵素剤は医薬品として、体内の消化酵素不足による消化器・皮膚、血流といった症状の改善を目的とする。日本では、東京都老人総合研究所の柴田博らによって、老齢者が市販の消化酵素のサプリメントを利用することによって、血清アルブミンやHDLコレステロールが上昇したことが確認された。
ライト州立大学医学部生化学科のプロチャスカらが医学文献の調査を行ったところ、食品中の酵素が食品の消化を助け栄養価を増加させる可能性を示す証拠が、穀物、乳製品、豆や種子、肉類の検索対象において得られた。一例では乳糖を分解する酵素のラクターゼ欠乏者では、ヨーグルト中の乳糖は牛乳中の乳糖よりもよく吸収されており、乳酸菌が作るラクターゼが原因とみられている。
「潜在酵素」に該当する事実は発見されていないということである。アメリカでは2003年にFDAは、糖尿病や高血圧を治すと宣伝した、消化酵素のサプリメントの販売者に対し警告を行った。